# Fain-lès-Montbard
Fain-lès-Montbard település Franciaországban, Côte-d’Or megyében. Lakosainak száma 273 fő (2022. január 1.). Fain-lès-Montbard Marmagne, Touillon, Courcelles-lès-Montbard, Fresnes és Nogent-lès-Montbard községekkel határos.

## Népesség
A település népességének változása:
| Lakosok száma | 130  | 364  | 341  | 274  | 307  | 301  | 300  | 287  | 280  | 273  |
|               | 1968 | 1982 | 1990 | 2006 | 2013 | 2015 | 2017 | 2019 | 2020 | 2022 |